# Aboncourt (Meurthe y Mosela)
 Aboncourt  es una población y comuna francesa, en la Región de Gran Este, departamento de Meurthe y Mosela, en el distrito de Toul y cantón de Meine-au-Saintois.

## Demografía
| Gráfica de evolución demográfica de Aboncourt entre 2005 y 2018 |
|                                                                 |

Fuentes: INSEE.